# 曳火

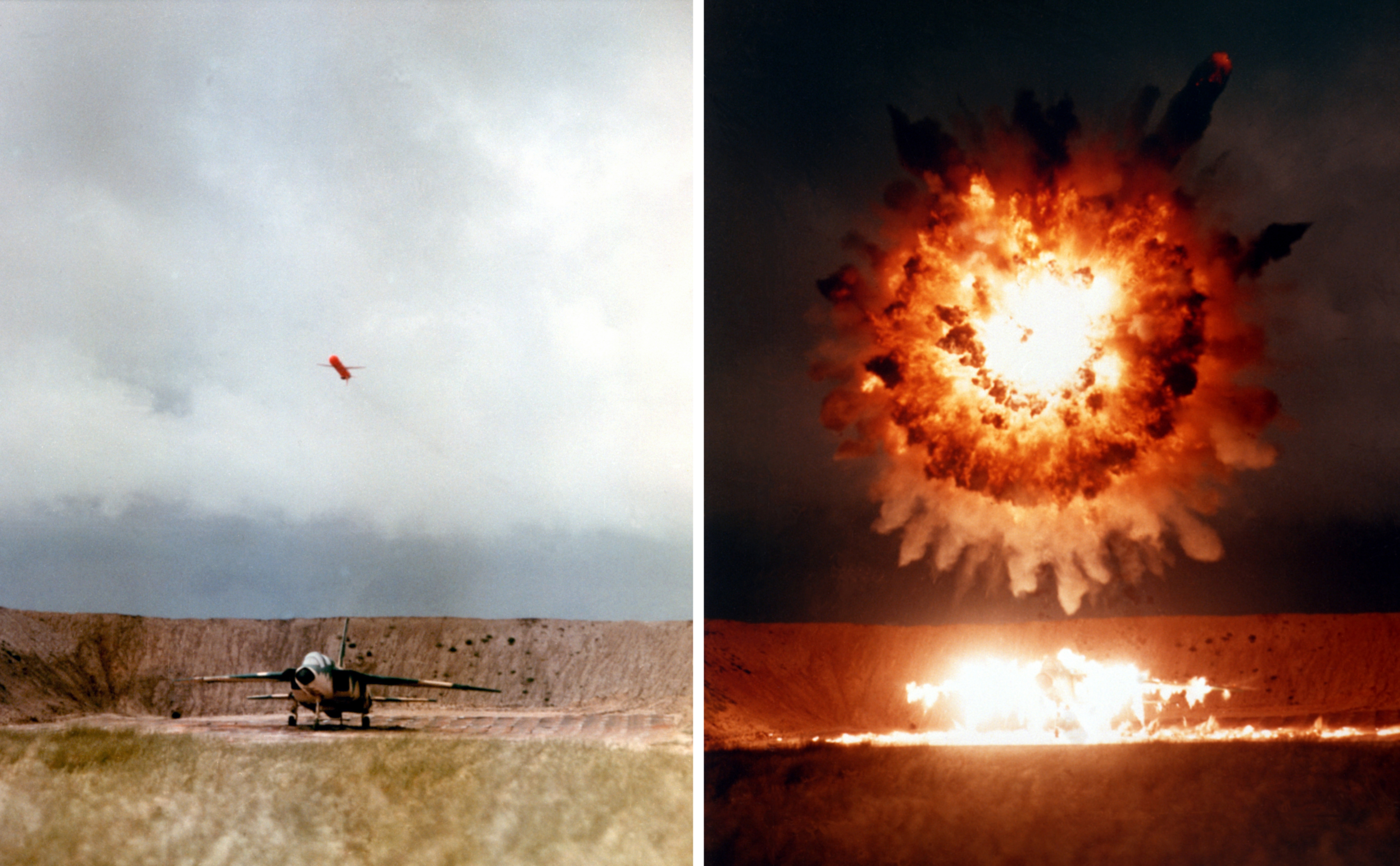
UGM-109 トマホークミサイルによる曳火。1986年撮影

曳火（えいか、Air burst）は、広く行われる砲撃形式の一つで、時限信管や近接信管の働きにより砲弾が空中炸裂し、主に歩兵などの非装甲目標に大きな損害を与え、制圧することを目的とする。「曳火砲撃」、「曳火射撃」などとも呼ばれ曳下もしくはエアバーストと表記される事もある。英語では核兵器の空中爆発もAir burstと呼ばれるが、日本ではこちらは曳火とは呼ばれていない。

## 歴史
第一次世界大戦では、歩兵が塹壕に籠ると従来の榴弾が役に立たなくなるため、時限信管を用いた曳火砲撃が行われた。
第二次世界大戦では対空戦のため近接信管が開発され、後に地上目標に対しても用いられるようになった。
ベトナム戦争中、基地防衛のために空中破裂砲弾が効果的に使用された。この戦術は、105mmまたは155mm砲弾の場合は「キラージュニア」として、より大型の榴弾砲を使用する場合は「キラーシニア」として知られている。
第二次世界大戦中のドイツの対人地雷S-マインは地中から1.2mの高さの空中へ飛び出して炸裂するため爆発範囲が広く、殺傷力が高かった。
現代ではVOG-25P、XM25、XM29、Mk47 ストライカーなどのグレネード弾がエアバースト弾である。
現在では榴弾を使用するが、かつてはこの曳火砲撃専用の榴散弾という砲弾が存在した。曳火という表現は火薬式の時限信管を用いていた時代に生まれたもので、遅延薬の燃焼を伴わない機械式信管や近接信管にも同じ用語が受け継がれたものである。

## 一般的な砲撃との相違点
一般的な砲撃
- 地面に激突した衝撃で爆発する。
- 地面で炸裂するため、水平より下面の破片や爆発力は地面に吸収されてしまう。そのため、目標に直撃した場合の威力は高い反面、広範囲に破片を撒き散らし非装甲目標を殺傷するという目的には適さない。
- また、上方への破片は宙を舞うだけなので、殺傷に有効なのは水平やや上方への破片に限られる。
- 周囲に撒き散らされた破片も上方の角度で飛んで行くため、目標が低姿勢をとっていたり穴に潜っていると損害を与えにくい（実際には地面にめり込んだり、周囲に遮蔽物があったりするので殺傷能力はさらに減る）。

曳火砲撃
- 砲弾が空中で炸裂し、大量の破片が地面に吸収されることなく目標範囲に降り注ぐ。
- 水平より下面への破片すべてが有効な破片となりうる。ただし、榴散弾の弾子は砲弾の進行方向に放出される。
- 空中で炸裂するため、敵の頭上から破片を降らせる形になり、姿勢を低くしたり穴（塹壕など）に潜った敵にも損害を与えやすい。